# Brovst Kommune
| Strukturdaten       | Strukturdaten      |
| ------------------- | ------------------ |
| Sitz der Verwaltung | Brovst             |
| Fläche              | 222,72 km²         |
| Einwohner           | 8.353 (2004)       |
| Kommune seit 2007   | Jammerbugt Kommune |
| Website             | www.brovst.dk      |

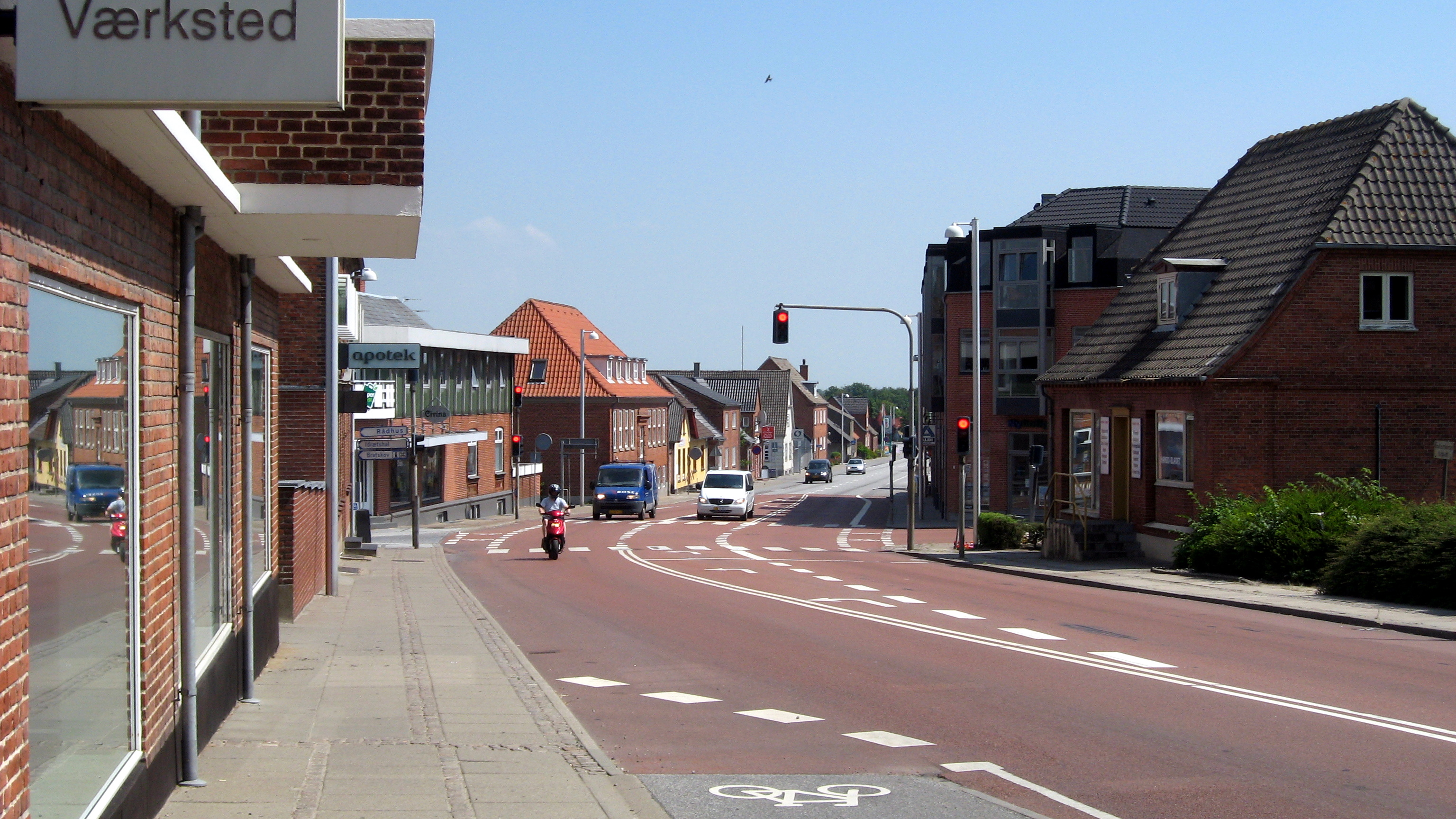
Eine Straße in Brovst

Brovst Kommune war bis Dezember 2006 eine dänische Kommune im damaligen Nordjyllands Amt im Norden Jütlands auf der Insel Vendsyssel-Thy. Seit Januar 2007 ist sie zusammen mit den ehemaligen Kommunen Fjerritslev, Pandrup und Aabybro Teil der neugebildeten Jammerbugt Kommune.